# Calicotome spinosa
Calicotome spinosa  es una especie de planta arbustiva de la familia Fabaceae.

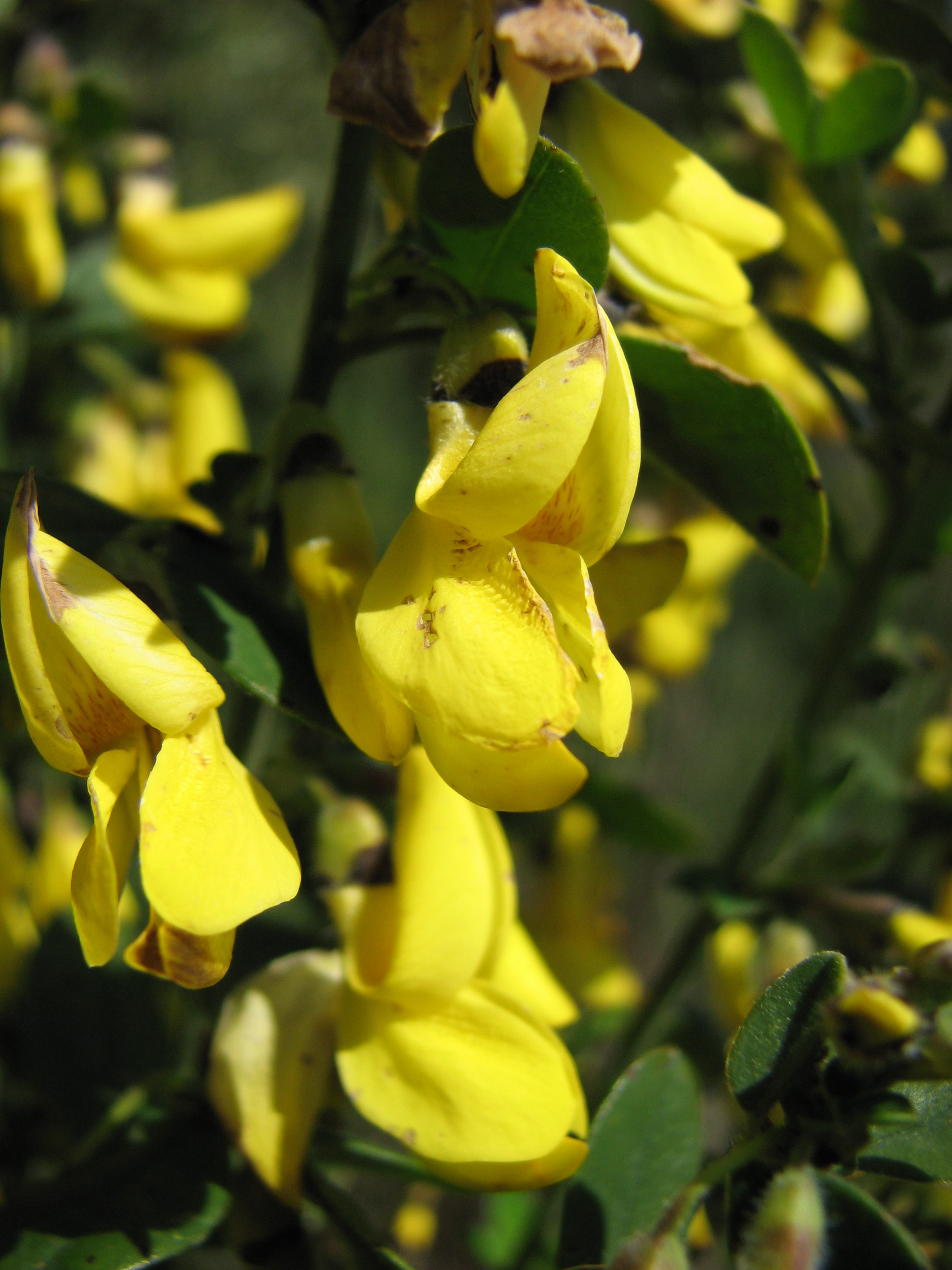
Inflorescencia

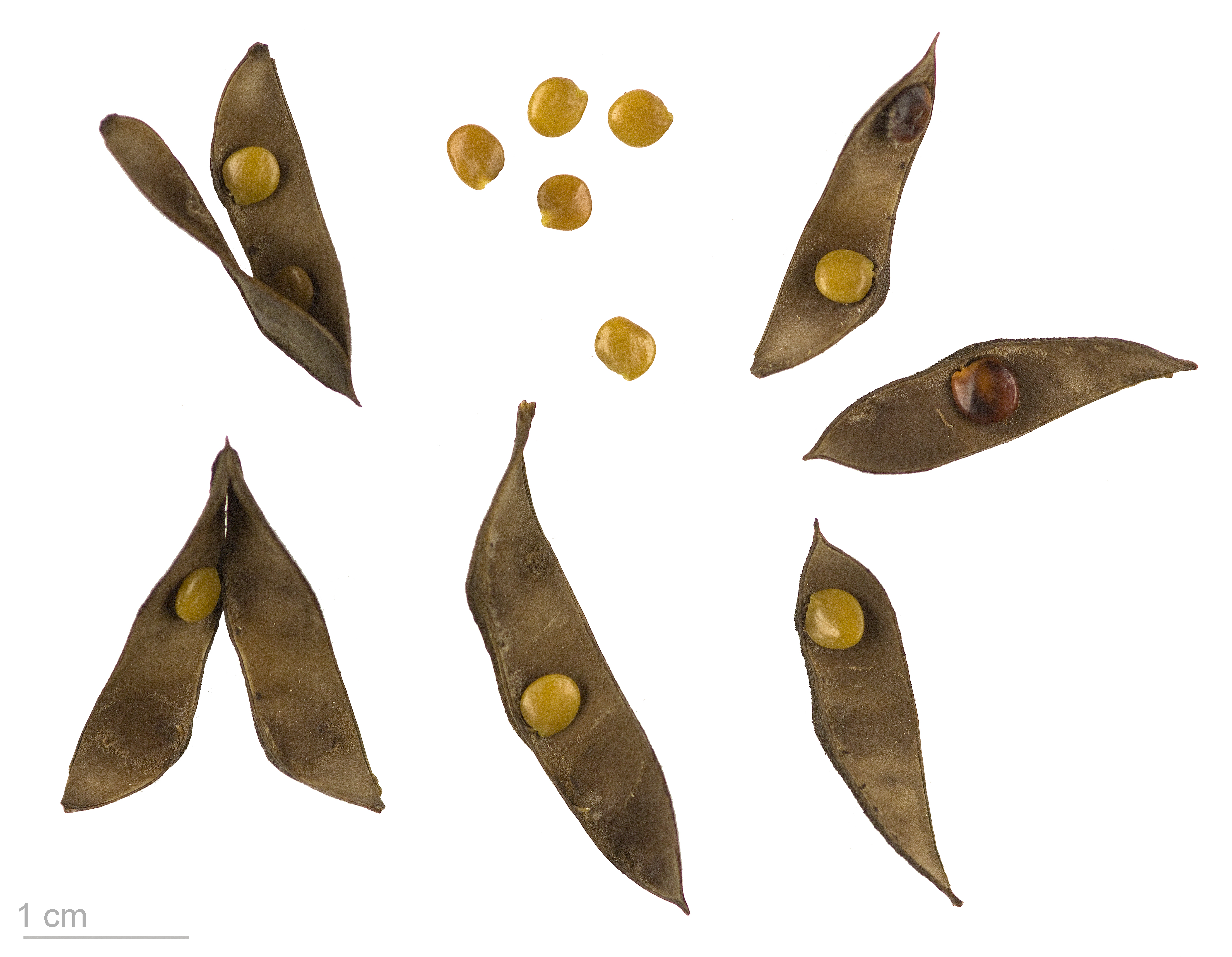
Calicotome spinosa

## Descripción
Es un arbusto pequeño, de hasta 1 metro de altura, característico por sus espinas. Con hojas divididas en tres foliolos y pecioladas, de marzo a junio presenta flores amarillas solitarias o en pequeños racimos. Su fruto tiene forma de legumbre y llega a medir 3 cm de longitud. Número de cromosomas 2n=50.

## Distribución y hábitat
Se distribuye por la Europa mediterránea occidental (España, Francia e Italia) y Argelia. Su hábitat son lugares secos y rocosos o bien que han sufrido algún incendio.

## Taxonomía
Calicotome spinosa fue descrita por (L.) Link y publicado en Enumeratio Plantarum Horti Regii Berolinensis Altera 2: 225. 1822.
Citología
Número de cromosomas de Calicotome spinosa (Fam. Leguminosae) y táxones infraespecíficos: 2n=50
Etimología
Calicotome: nombre genérico que deriva del griego kályx, -ykos y del latín caly(i)x, -cis = "envoltura de una flor, botón floral, cáliz, etc." y tome¯´, -ês = "corte, etc" que se refiere a que el cáliz, antes de la antesis, se corta o divide transversalmente, por la mitad.
spinosa: epíteto latino que significa "espinosa, con espinas"
Variedades
- Calicotome spinosa subsp. hispanica (Rouy) Rouy
- Calicotome spinosa subsp. infesta (C. Presl) Rouy
- Calicotome spinosa subsp. ligustica Burnat
- Calicotome spinosa var. villosa (Poir.) Fiori & Paoletti

Sinonimia
- Calicotome fontanesii  Rothm.
- Cytisus spinosus (L.) Lam.
- Spartium spinosum L. basónimo[6]
- Laburnum spinosum (L.) J.Presl[7][8]

## Nombres comunes
- Castellano: aliaga, aliaga espinosa, argelaga negra, argoma, aulaga, aulaga espinosa, aulaga negra, cambrona, erguen, erguén, erizo, retama espinosa.[9]